# Krążowniki lekkie typu C
Krążowniki lekkie typu C – grupa typów brytyjskich krążowników lekkich z okresu I wojny światowej. Określana w literaturze jako typ C, obejmowała w rzeczywistości 28 okrętów siedmiu zbliżonych typów, wszystkie o nazwach zaczynających się na literę C. Pierwsze z nich typu Caroline wodowane były w 1914 roku, ostatnie typu Cairo w 1919 roku. Część wzięła udział w II wojnie światowej.
Pierwsze okręty miały mieszaną artylerię główną z dwóch dział kalibru 152 mm i ośmiu kalibru 102 mm, podczas wojny zamienianą na cztery działa kalibru 152 mm. Od typu Centaur były uzbrajane od początku w pięć dział kalibru 152 mm. Osiem okrętów podczas II wojny światowej było przebudowanych na krążowniki przeciwlotnicze. Napędzały je turbiny parowe, poruszające cztery, a w późniejszych okrętach dwie śruby, zapewniające prędkość rzędu 28–29 węzłów. Wyporność normalna okrętów wynosiła około 4200 ton, a pełna około 5000 ton.

## Geneza
Typ C stanowił rozwinięcie krążowników lekkich typu Arethusa, budowanych od 1912 roku, które były pierwszymi brytyjskimi mniejszymi krążownikami lekkimi z opancerzeniem pionowym, zastępującymi wcześniejsze słabo chronione i zbyt wolne krążowniki zwiadowcze (Scout cruiser). Początkowo były one przez to określane jako „lekkie krążowniki pancerne”. Jednocześnie w typie Arethusa podniesiono moc siłowni w celu uzyskiwania wysokich prędkości, odpowiednich do pełnienia funkcji przewodników flotylli niszczycieli, rezygnując przy tym z mieszanego opalania węglem na rzecz samego paliwa płynnego. Ponieważ koncepcja tych okrętów okazała się udana, jeszcze przed ich ukończeniem w programie na 1913 rok przewidziano budowę ośmiu ulepszonych krążowników, które zapoczątkowały typ C. Jednocześnie marynarka brytyjska zakończyła zamawianie budowanych dotychczas większych i droższych krążowników lekkich o wyporności ponad 5000 ton, nazywanych od miast (typ Town), przeznaczonych do współdziałania z głównymi siłami floty.

## Typ Caroline

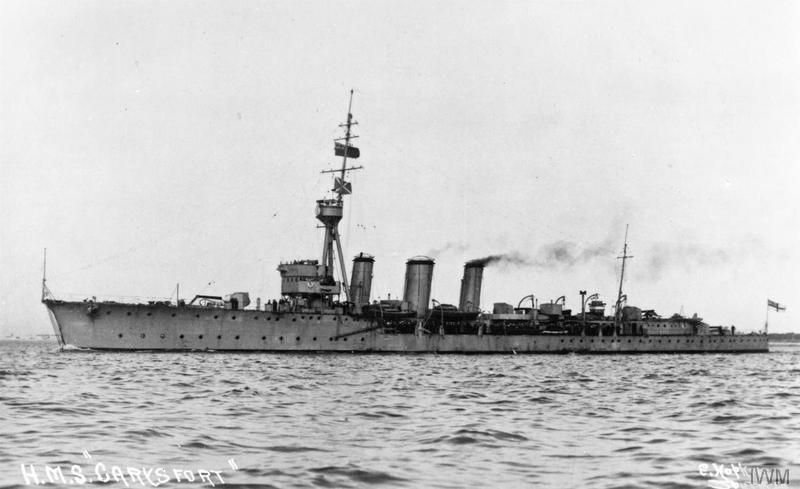
HMS „Carysfort” typu Caroline

Pierwszymi okrętami typu C było sześć okrętów typu Caroline, zamówionych w ramach programu z 1913 roku. Bazowały one na typie Arethusa, ale zwiększono długość o 3 metry i szerokość o 70 cm, przez co wzrosła też wyporność normalna z 3750 do 4219 ton i poprawiła się ich stateczność. Zachowano siłownię z czterema turbinami parowymi o mocy projektowej 30 000 SHP, z możliwością przeciążenia do 40 000 SHP, napędzającymi cztery śruby. Parę dostarczało osiem kotłów, a projektowa prędkość maksymalna wynosiła 28,5 węzła Zachowały one sylwetkę typu Arethusa z trzema pochyłymi kominami i ich kadłub o ostrych liniach, z podwyższonym pokładem dziobowym na około 1/3 długości. Opancerzenie obejmowało pas burtowy o grubości od 76 do 25 mm i pokład o grubości 25 mm, a także wieżę dowodzenia z pancerzem grubości 152 mm.
Zmienione w stosunku do poprzedników uzbrojenie, grupując działa największego kalibru nietypowo na rufie. Stanowiły je początkowo dwa pojedyncze działa 152 mm Mk XII umieszczone na podkładzie rufowym i nadbudówce rufowej w superpozycji i osiem dział 102 mm Mk IV, umieszczonych po cztery na burtach, w tym dwa obok siebie na pokładzie dziobowym, dwa na końcach pokładu dziobowego po bokach nadbudówki i cztery na pokładzie górnym na śródokręciu. Uzupełniało je działo przeciwlotnicze 76 mm (później zastępowane przez dwa działa lub jedno kalibru 102 mm) i  cztery działa kalibru 47 mm. Okręty miały również dwie podwójne wyrzutnie torped kalibru 533 mm na pokładzie na burtach. W latach 1916–17 dziobowa para dział 102 mm była zastępowana przez trzecie działo 152 mm, a następnie dodawano czwarte takie działo za kominami, zdejmując przy tym pozostałe działa kalibru 102 mm i montując cztery dodatkowe wyrzutnie torped.
| Nazwa     | stocznia                  | położenie stępki | wodowanie    | wejście do służby | los                                         |
| --------- | ------------------------- | ---------------- | ------------ | ----------------- | ------------------------------------------- |
| Caroline  | Cammell Laird, Birkenhead | 28. 01. 1914     | 29. 09. 1914 | 12. 1914          | zachowany jako hulk szkolny, obecnie muzeum |
| Carysfort | Hawthorn Leslie, Hebburn  | 25. 02. 1914     | 14. 11. 1914 | 6. 1915           | wycofany w 1931                             |
| Cleopatra | Cammell Laird, Birkenhead | 26. 02. 1914     | 14. 01. 1915 | 6. 1915           | wycofany w 1931                             |
| Comus     | Swan Hunter, Wallsend     | 03. 11. 1913     | 16. 12. 1914 | 1. 1915           | wycofany w 1934                             |
| Conquest  | Scott, Greenock           | 03. 03. 1914     | 20. 01. 1915 | 6. 1915           | wycofany w 1930                             |
| Cordelia  | Admiralicji, Pembroke     | 21. 07. 1913     | 23. 02. 1914 | 1. 1915           | wycofany w 1923                             |

## Typ Calliope

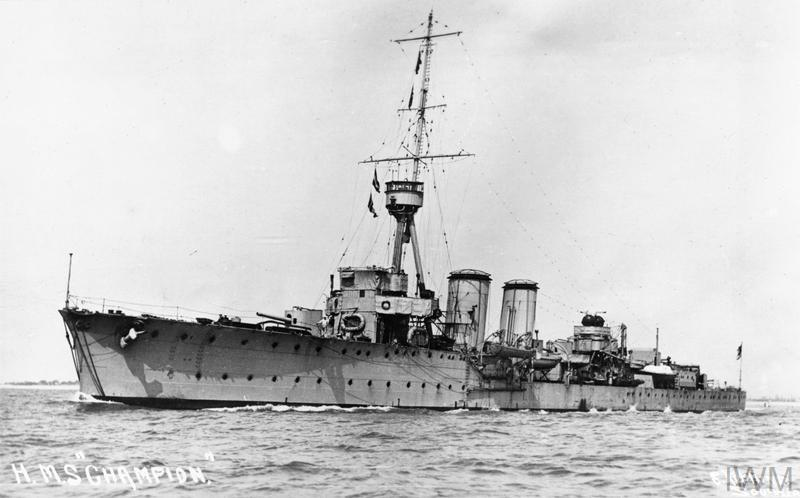
HMS „Champion” typu Calliope

Dwa okręty typu Calliope należały do ośmiu krążowników zamówionych w ramach programu z 1913 roku, lecz zbudowano je według ulepszonego projektu z zastosowaniem turbin z przekładnią redukcyjną dla zwiększenia efektywności napędu. Liczbę kotłów zmniejszono z ośmiu do sześciu, przez co zmianie uległa sylwetka okrętów na typową od tej pory dla dalszych krążowników typu C, z dwoma pochylonymi kominami, z tego pierwszym grubszym. W celu porównania, „Calliope” otrzymała napęd z czterema śrubami, a „Champion” z dwoma. Projektowa prędkość maksymalna wynosiła 29 węzłów przy takiej samej mocy, jak w poprzednich okrętach, lecz „Champion” okazał się nieco szybszy, rozwijając 29,5 węzła. Pogrubiono też w tym typie opancerzenie burt do maksymalnie 102 mm. Wyporność normalna wynosiła 4228 ton. Zmniejszeniu uległ zapas paliwa do 895 ton, lecz nowa siłownia była ekonomiczniejsza.
Uzbrojenie było takie samo jak w typie Caroline z wyjątkiem tego, że zastosowano na nich dwie podwodne wyrzutnie torped kalibru 533 mm w burtach. Było ono również w taki sam sposób modernizowane, dochodząc do czterech dział kalibru 152 mm w osi podłużnej, jak również zamontowano dwie podwójne wyrzutnie torped na pokładzie na burtach. W 1916 roku zdjęto z okrętów pancerne wieże dowodzenia i zamieniono maszty na trójnożne.
| Nazwa    | stocznia                 | położenie stępki | wodowanie    | wejście do służby | los             |
| -------- | ------------------------ | ---------------- | ------------ | ----------------- | --------------- |
| Calliope | Admiralicji, Chatham     | 01. 01. 1914     | 17. 12. 1914 | 6. 1915           | wycofany w 1931 |
| Champion | Hawthorn Leslie, Hebburn | 09. 03. 1914     | 29. 05. 1915 | 12. 1915          | wycofany w 1934 |

## Typ Cambrian

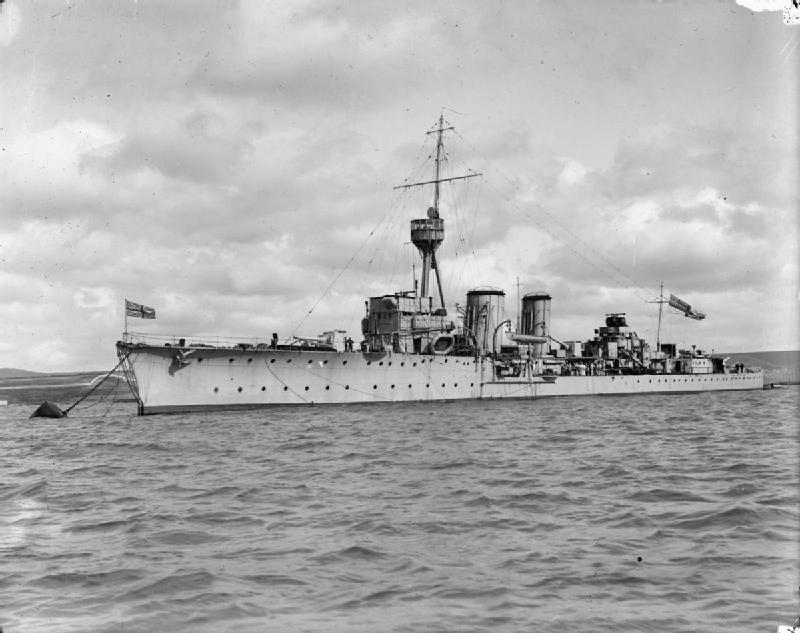
HMS „Canterbury” typu Cambrian

Cztery krążowniki typu Cambrian, budowane w ramach programu z lat 1914-15, stanowiły powtórzenie „Calliope” z turbinami z przekładnią redukcyjną napędzającymi cztery śruby. Stępki pod ich budowę położono już po wybuchu I wojny światowej, a typ otrzymał nazwę od ostatniego wodowanego okrętu „Cambrian”, budowanego w stoczni państwowej. Prędkość maksymalna osiągana przez okręty nie przekraczała jednak 28 węzłów. Opancerzenie burt zredukowano w nich do pierwotnej wartości, od 76 do 38 mm. Wyporność normalna wynosiła 4320 ton, a pełna 4799 ton angielskich. Zapas paliwa wynosił 841 ton.
Uzbrojenie było takie samo jak w typie Calliope, później w analogiczny sposób wzmacniane. Jedynie „Cambrian”, wykańczany jako ostatni, otrzymał już od  początku trzecie działo kalibru 152 mm na pokładzie dziobowym, a później w latach 1917-18 wszystkie otrzymały czwarte takie działo zamiast artylerii kalibru 102 mm. Okręty te były uzbrojone początkowo w dwie podwodne burtowe wyrzutnie torped, jednakże okazało się, że nie mogą być używane przy większych prędkościach. W latach 1918–19 zdemontowano podwodne wyrzutnie i krążowniki otrzymały dwie podwójne obrotowe wyrzutnie torped na pokładzie. W latach 1916–17 zdjęto z okrętów pancerne wieże dowodzenia i zamieniono maszty na trójnożne.
| Nazwa      | stocznia                  | położenie stępki | wodowanie    | wejście do służby | los             |
| ---------- | ------------------------- | ---------------- | ------------ | ----------------- | --------------- |
| Cambrian   | Admiralicji, Pembroke     | 08. 12. 1914     | 03. 03. 1916 | 5. 1916           | wycofany w 1934 |
| Canterbury | John Brown, Clydebank     | 14. 10. 1914     | 21. 12. 1915 | 5. 1916           | wycofany w 1934 |
| Castor     | Cammell Laird, Birkenhead | 28. 10. 1914     | 28. 07. 1915 | 11. 1915          | wycofany w 1936 |
| Constance  | Cammell Laird, Birkenhead | 25. 01. 1915     | 12. 09. 1915 | 1. 1916           | wycofany w 1936 |

## Typ Centaur

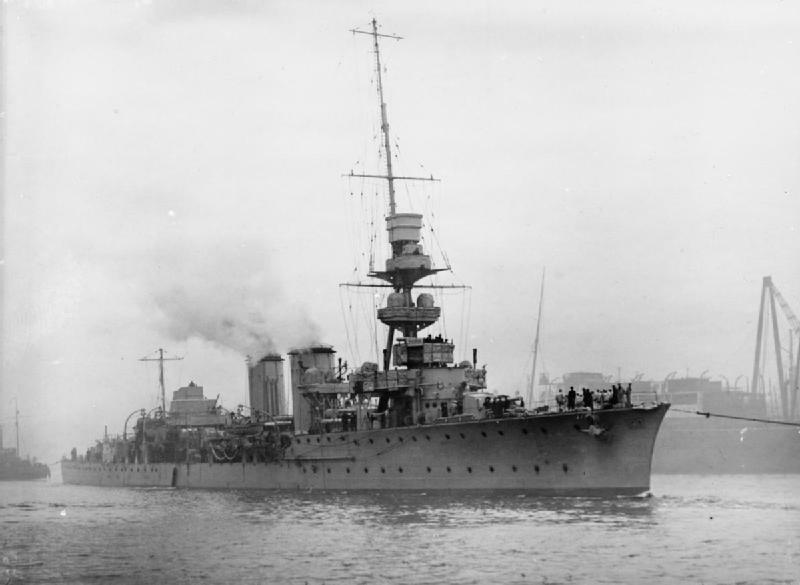
HMS „Centaur” typu Centaur

Dwa okręty typu Centaur powstały jako dodatkowe jednostki w ramach przedwojennego programu na 1914 rok, chociaż decyzję o ich budowie podjęto po wybuchu wojny. Ich budowę dla marynarki zaproponował koncern Vickers w celu wykorzystania zestawów maszyn wyprodukowanych dla krążowników zamówionych w zakładach Armstrong przez Imperium Osmańskie, których budowę anulowano w związku z wojną. Ponieważ projekt okrętów powstawał już z uwzględnieniem doświadczeń wojennych, został on ulepszony, przede wszystkim przez zastosowanie jednolitej cięższej artylerii, której korygowanie ognia było łatwiejsze, a przy tym pociski większego kalibru były skuteczniejsze. W celu pomieszczenia piątego działa, nadbudówka z masztem została przesunięta do przodu, przez co okręty wyróżniała większa przerwa między nadbudówką a kominami. Zastosowano też od razu masywniejszy maszt trójnożny z dwupiętrowym stanowiskiem kierowania ogniem. Zwiększenie wysoko położonych mas pogorszyło jednak stateczność okrętów, pomimo zwiększenia szerokości o 20 cm do 12,8 metra. Wkrótce po wejściu do służby zdemontowano z nich pancerne wieże dowodzenia o masie ok. 30 ton. Wyporność normalna jednak była nieco mniejsza – 4165 ton, a pełna wzrosła do 4870 ton angielskich. Zapas paliwa wynosił 824 tony.
Okręty były uzbrojone w pięć dział kalibru 152 mm w osi podłużnej okrętu: na pokładzie dziobowym, za nadbudówką z masztem dziobowym, za kominami i dwa w superpozycji na rufie jak dotychczas. Wszystkie działa stanowiły salwę burtową, dorównując większym przedwojennym krążownikom typu Town. Artylerię przeciwlotniczą stanowiły trzy działa kalibru 76 mm, w tym jedno (starszej konstrukcji 13-funtowe, które zamieniano potem na dwie automatyczne armaty 2-funtowe (40 mm). Okręty nadal były uzbrojone w dwie podwodne burtowe wyrzutnie torped. 
| Nazwa   | stocznia                   | położenie stępki | wodowanie  | wejście do służby | los             |
| ------- | -------------------------- | ---------------- | ---------- | ----------------- | --------------- |
| Centaur | Vickers, Barrow-in-Furness | 24.01.1915       | 06.01.1916 | 8.1916            | wycofany w 1934 |
| Concord | Vickers, Barrow-in-Furness | 01.02.1915       | 01.04.1916 | 12.1916           | wycofany w 1935 |

## Typ Caledon

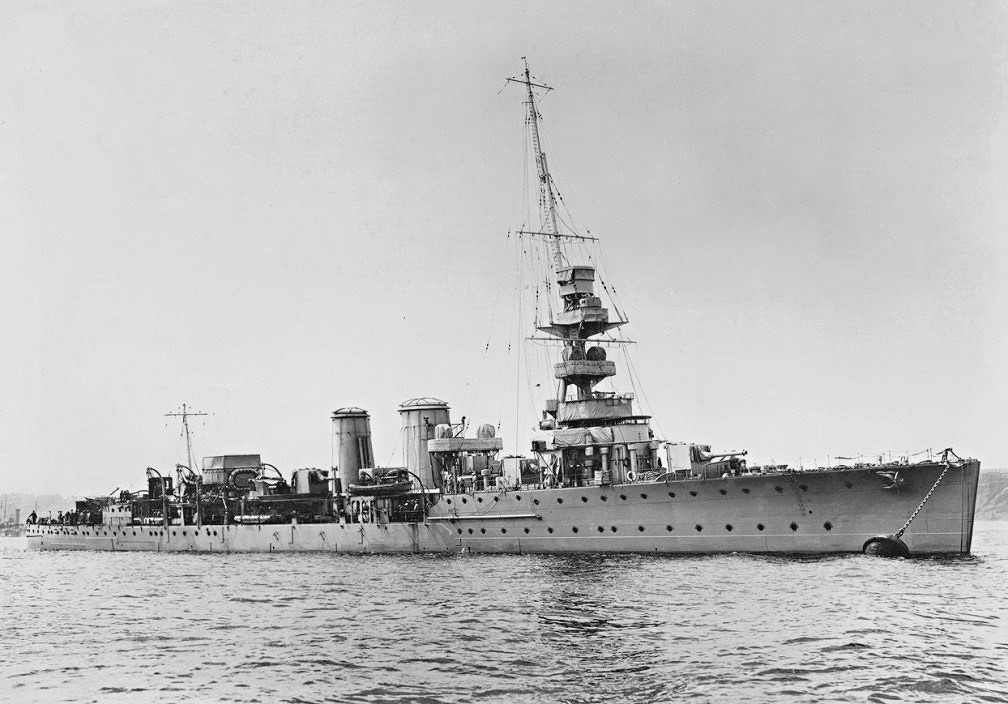
HMS „Calypso” typu Caledon

W ramach wojennego programu w grudniu 1915 roku zamówiono sześć krążowników ulepszonego typu Centaur, z czego cztery utworzyły typ Caledon. Do ich budowy przystąpiono już w październiku 1915 roku. Dla polepszenia własności morskich wydłużono w nich nieco pokład dziobowy i zmieniono kształt dziobu – od poprzedników te i następne okręty odróżniały się zastosowaniem prostej wychylonej dziobnicy. Dla skompensowania wysoko położonych mas, okręty poszerzono o 23 cm. Wzrosła przez to długość do 137,2 m (o 1,3 m) i szerokość do 13 m, natomiast projektowa wyporność normalna wynosiła 4120 ton, a pełna wzrosła do 4950 ton. Istotną zmianą stało się również wprowadzenie napędu dwoma śrubami, testowanego na krążowniku „Champion”, uznanego za lepszy i prostszy. Mimo przeciążenia o około 100 ton w stosunku do projektu, prędkość wynosiła 28-29 węzłów. Zapas paliwa zwiększono do 935 ton.
Uzbrojenie główne w postaci pięciu dział kalibru 152 mm pozostało jak w typie Centaur. Działa na podstawie doświadczeń wojennych otrzymały jednak nowe podstawy CPXIII*, z głębszą maską przeciwodłamkową grubości 76 mm, lepiej chroniącą obsadę. Zapas amunicji zwiększono ze 150 do 200 pocisków na działo. Artylerię przeciwlotniczą stanowiły dwa działa kalibru 76 mm i cztery 3-funtowe kalibru 47 mm. Zrezygnowano z nieudanych podwodnych wyrzutni torped i uzbrojenie torpedowe wzmocniono do czterech podwójnych wyrzutni torped kalibru 533 mm na pokładzie, po dwie na każdej z burt. „Caledon” i „Cassandra” otrzymały podczas I wojny światowej platformy startowe dla samolotów, najpierw na dziobie, a następnie za kominami nad działem nr 3. Pancerz kadłuba był taki sam jak w poprzednim typie, lecz grubość ścian wieży dowodzenia zmniejszono ze 152 mm do 76 mm, a szybu pod nią do 50 mm, oszczędzając ok. 15 ton masy.
Okręty tego typu były pierwszymi z typów C, które dotrwały w służbie do II wojny światowej, podczas której „Caledon” został przebudowany na przełomie 1942/43 na krążownik przeciwlotniczy.
| Nazwa     | stocznia                   | położenie stępki | wodowanie  | wejście do służby | los                  |
| --------- | -------------------------- | ---------------- | ---------- | ----------------- | -------------------- |
| Caledon   | Cammel Laird, Birkenhead   | 17.03.1916       | 25.11.1916 | 3.1917            | wycofany w 1948      |
| Calypso   | Hawthorn Leslie, Hebburn   | 07.02.1916       | 24.01.1917 | 6.1917            | zatopiony 12.06.1940 |
| Caradoc   | Scott, Greenock            | 21.02.1916       | 23.12.1916 | 6.1917            | wycofany w 1946      |
| Cassandra | Vickers, Barrow-in-Furness | 03.1916          | 25.11.1916 | 6.1917            | zatopiony 5.12.1918  |

## Typ Ceres

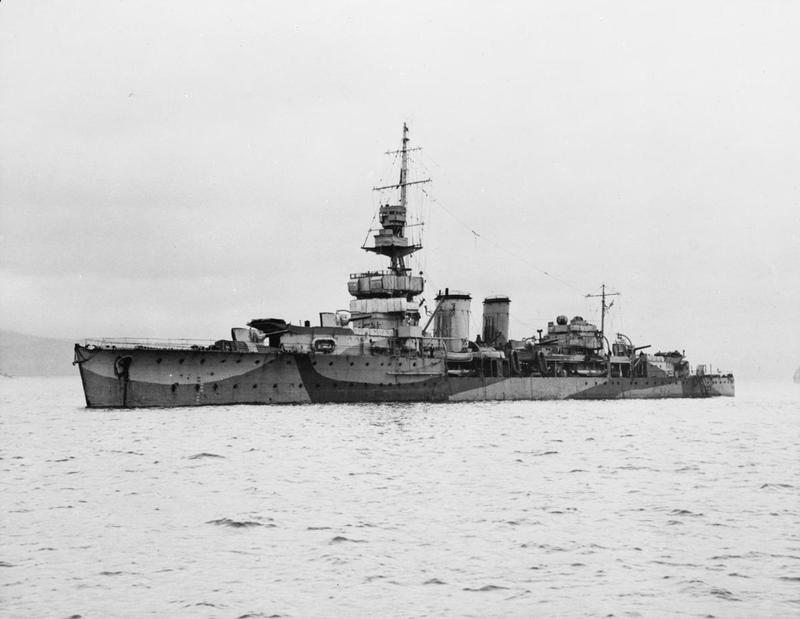
HMS „Cardiff” typu Ceres

W typie Ceres, powstałym w ramach wojennego programu, przeprojektowano ponownie układ uzbrojenia, ustawiając dwa pierwsze działa artylerii głównej w superpozycji na dziobie, w celu wzmocnienia siły ognia w kątach dziobowych. W tym celu przesunięto w tył o 14 m i podwyższono nadbudówkę dziobową, dodając wydłużone dolne piętro.  Zmiana pociągnęła za sobą też przekomponowanie pomieszczeń wewnątrz kadłuba i modyfikację systemu podawania amunicji. Zwiększenie wysoko położonych mas wymagało ponownego poszerzenia kadłuba o 30 cm, do 13,3 m, przy tej samej długości i konstrukcji jak w typie Caledon. Projektowa wyporność normalna wynosiła 4190 ton, a pełna 5020 ton. Zapas paliwa pozostał taki sam 935 ton. Z uwagi na doświadczenia wojenne, liczebność załogi projektowana na 334 ludzi dochodziła do 460.
Liczba dział artylerii głównej – 5 kalibru 152 mm, nie uległa zmianie. Artylerię przeciwlotniczą stanowiły dwa działa kalibru 76 mm, a na „Curlew”, „Coventry” i „Curacoa” w 1918 roku dodano dwa działka automatyczne 40 mm Mk II. Uzbrojenie torpedowe pozostało takie samo (cztery podwójne wyrzutnie torped kalibru 533 mm na pokładzie). „Coventry”, a według innych informacji „Cardiff” otrzymały pod koniec I wojny światowej przejściowo obrotowe platformy startowe dla samolotów. Pancerz był taki sam, przy tym na „Coventry” i „Curacoa” zrezygnowano już z pancernej wieży dowodzenia, a na pozostałych ją następnie demontowano.
Wszystkie okręty tego typu dotrwały w służbie do II wojny światowej, podczas której „Curlew”, „Coventry” i „Curacoa” zostały przebudowane na krążowniki przeciwlotnicze.
| Nazwa    | stocznia                   | położenie stępki | wodowanie  | wejście do służby | los                  |
| -------- | -------------------------- | ---------------- | ---------- | ----------------- | -------------------- |
| Ceres    | John Brown, Clydebank      | 11.07.1916       | 24.03.1917 | 01.06.1917        | wycofany w 1946      |
| Cardiff  | Fairfield, Govan           | 22.07.1916       | 12.04.1917 | 25.06.1917        | wycofany 1946        |
| Coventry | Swan Hunter, Wallsend      | 04.08.1916       | 06.07.1917 | 21.02.1918        | zatopiony 14.09.1942 |
| Curacoa  | Admiralicji, Pembroke      | 07.1916          | 05.05.1917 | 18.02.1918        | zatonął 02.10.1942   |
| Curlew   | Vickers, Barrow-in-Furness | 21.08.1916       | 05.07.1917 | 14.12.1917        | zatopiony 26.05.1940 |

## Typ Cairo

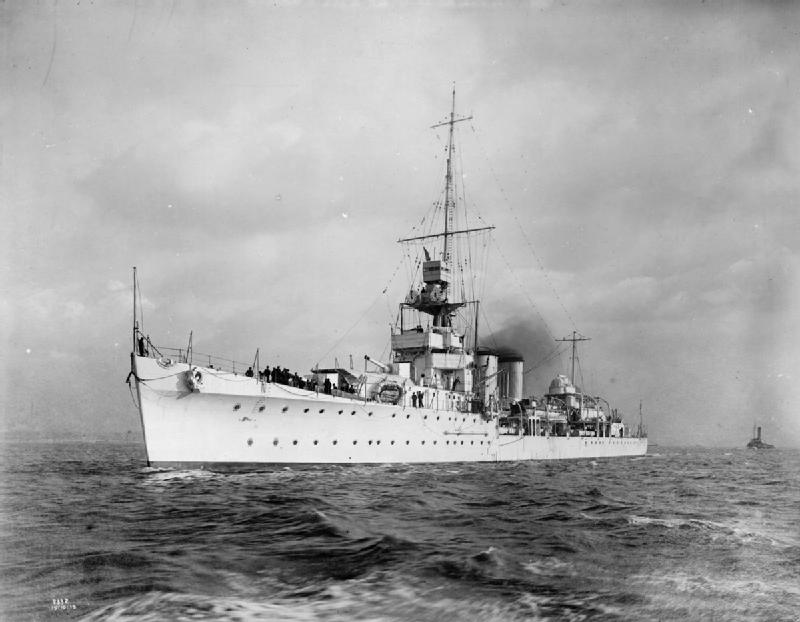
HMS Cairo typu Cairo

Ostatnim typem krążowników grupy C było pięć okrętów typu Cairo, określanych też w literaturze jako typ Capetown. Zamówiono je w czerwcu–lipcu 1917 roku i weszły do służby już po zakończeniu I wojny światowej. Powtarzały one typ Ceres, z dziobowymi działami ustawionymi w superpozycji, lecz ulepszeniem stał się wznios pokładu na samym dziobie o 1,5 m (tzw. trawlerowy dziób), w celu zwiększenia dzielności morskiej i zmniejszenia zabryzgiwania dział dziobowych. Długość przez to minimalnie wzrosła do 137,6 m, a projektowa wyporność normalna wynosiła 4290 ton, a pełna 5250 ton. Zapas paliwa pozostał taki sam 935 ton. Takie samo było uzbrojenie i opancerzenie. Załoga wynosiła 432 ludzi.
Okręty tego typu dotrwały w służbie do II wojny światowej, podczas której wszystkie oprócz „Capetown” zostały przebudowane na krążowniki przeciwlotnicze.
| Nazwa    | stocznia                   | położenie stępki | wodowanie  | wejście do służby | los                  |
| -------- | -------------------------- | ---------------- | ---------- | ----------------- | -------------------- |
| Cairo    | Cammel Laird, Birkenhead   | 28.11.1917       | 19.11.1918 | 14.10.1919        | zatopiony 12.08.1942 |
| Calcutta | Vickers, Barrow-in-Furness | 18.10.1917       | 09.07.1918 | 21.08.1919        | zatopiony 1.06.1941  |
| Carlisle | Fairfield, Govan           | 02.10.1917       | 09.07.1918 | 16.11.1918        | wycofany 1948        |
| Colombo  | Fairfield, Govan           | 08.12.1917       | 18.12.1918 | 18.07.1919        | wycofany 1.1948      |
| Capetown | Cammel Laird, Birkenhead   | 23.02.1918       | 18.06.1919 | 10.02.1922        | wycofany 4.1946      |